# Micronereis bansei
Micronereis bansei är en ringmaskart som beskrevs av Hartmann-Schröder 1979. Micronereis bansei ingår i släktet Micronereis och familjen Nereididae. Inga underarter finns listade i Catalogue of Life.